# Карпно (Битівський повіт)
Карпно (пол. Karpno) — село в Польщі, у гміні Ліпниця Битівського повіту Поморського воєводства.
Населення — 88 осіб (2011).
У 1975-1998 роках село належало до Слупського воєводства.

## Демографія
Демографічна структура станом на 31 березня 2011 року:
|          | Загалом | Допрацездатний вік | Працездатний вік | Постпрацездатний вік |
| -------- | ------- | ------------------ | ---------------- | -------------------- |
| Чоловіки | 43      | 11                 | 25               | 7                    |
| Жінки    | 45      | 20                 | 15               | 10                   |
| Разом    | 88      | 31                 | 40               | 17                   |